# EarthBound
EarthBound, conhecido no Japão como Mother 2: Gyiyg Strikes Back! (MOTHER2ギーグの逆襲, Mazā Tsū: Gīgu no Gyakushū) é um jogo eletrônico de RPG desenvolvido pela Ape e HAL Laboratory e publicado pela Nintendo. É o segundo título da série Mother e foi por duas décadas o único a ser lançado no ocidente. Ele estreou exclusivamente para Super Nintendo Entertainment System em agosto de 1994 no Japão e em junho de 1995 na América do Norte. Na história, o jovem Ness e seus amigos viajam ao redor do mundo à procura de oito melodias com o objetivo de derrotar uma força maligna conhecida como Giygas.
EarthBound teve um longo período de desenvolvimento que durou cerca de cinco anos. Sua produção foi realizada pela mesma equipe do jogo antecessor Mother (1989) incluindo o escritor/diretor Shigesato Itoi, o programador principal Satoru Iwata e os compositores Keiichi Suzuki e Hirokazu Tanaka, que incorporaram diversos gêneros musicais na trilha sonora, incluindo salsa, reggae e dub. A maioria dos outros funcionários não trabalhou no primeiro jogo original e o título ficou sob repetidas ameaças de cancelamento até Iwata se juntar à equipe de desenvolvimento. Originalmente, ele estava programado para ser lançado em janeiro de 1993 porém foi concluído por volta de maio de 1994.
A temática do jogo é retratada como um cenário idiossincrático da cultura americana e ocidental. EarthBound apresentou características conhecidas dos jogos de RPG em meio de um cenário do mundo real enquanto isso, era possível notar diversas parodias de inúmeros gêneros no enredo. Itoi queria que o jogo alcançasse um grande número de pessoas, incluindo pessoas que não jogam videogames com frequência, utilizando do seu tom intencionalmente pateta e engraçado; por exemplo, o jogador usa itens como uma borracha de um lápis para remover estátuas de lápis, certas experiências com alucinações e batalhas contra pilhas de vômito, táxis e laços ambulantes. No seu lançamento americano, o jogo foi comercializado com uma campanha promocional de cerca de US$ 2 milhões que foi divulgado com a frase: "este jogo fede" (this game stinks, em inglês). Além disso, todas as piadas e a parte humorística do jogo foram reformulados pelo localizador Marcus Lindblom e o seu título foi alterado para evitar confusão de que se tratava de uma sequência.
Os críticos tiveram poucos elogios para o EarthBound nos Estados Unidos, que vendeu metade das cópias do que no Japão. Os críticos atribuíram essas críticas ao seus gráficos simples, sua campanha de marketing satírico e falta de interesse do mercado no gênero. No entanto, nos anos seguintes, uma comunidade de fãs começou a surgir e reconheceu a grandiosidade da série. Começando em 1999, quando o personagem Ness apareceu como um personagem jogável no primeiro jogo da série Super Smash Bros. que ajudou a popularizar o título. Nos anos 2000, o jogo ganhou  reconhecimento de vários jogadores e críticos considerando-o como um dos melhores jogos de todos os tempos. O título teve uma sequência no Japão, denominado Mother 3, para o Game Boy Advance em 2006. Em 2013, o EarthBound recebeu um lançamento mundial no Wii U Virtual Console após anos de pedidos de fãs, marcando sua estreia em outros territórios como na Europa. Em fevereiro de 2022, o jogo foi anunciado e lançado no Nintendo Switch por meio do serviço Nintendo Switch Online.

## Jogabilidade
O jogo possui as características básicas de um RPG: tem de se andar pelas cidades, pegar informações com as pessoas e placas, e comprar equipamento. Ao contrário da maioria dos jogos do gênero, em que se consegue dinheiro em batalhas, em EarthBound você retira dinheiro de um caixa eletrônico. A quantia no caixa eletrônico tem relação direta com a quantidade de batalhas ganhas. O dinheiro é depositado pelo pai de Ness, quando você liga para ele. Ele contraiu um empréstimo do pai de Porky, vizinho de Ness e um dos vilões principais do jogo, que reclama da não-devolução do valor. As ligações para o pai de Ness também servem para salvar a posição no jogo (mas um fotógrafo que aparece em pontos importantes cria uma memória automática).
O sistema de batalhas é parecido com o da série Dragon Quest: selecionam-se ações como atacar, usar PSI, usar itens, e as ações suas e do inimigo ocorrem dependendo da velocidade do personagem. Após a batalha, se ganha experiência, que aumenta o nível dos personagens e em certos casos dos itens.
Porém, mesmo com tantos elementos conhecidos, o jogo se destaca em fatores como personalidade e comportamento dos personagens.

## História
A trama se passa na cidade de Onett, no ano de 199X. Ness, um garoto normal que, depois de um meteoro cair quase do lado de sua casa, conhece nas redondezas do meteoro Buzz Buzz, um inseto de vários anos no futuro que o mandou para uma jornada para acabar com Giygas, a "representação de todo o mal no mundo". Nessa jornada, Ness terá que buscar por oito santuários as forças da Terra para ter força necessária para destruir Giygas.
EarthBound tem um escapismo que inclui uma trama contemporânea, personagens utilizando tacos de baseball, estilingues e yo-yos como armas, inimigos como cachorros, palhaços e estátuas, muitas piadas e referências a cultura pop e hippie e subtramas absurdas como procurar uma máquina que faz iogurte sabor truta. O jogo também tem muita metalinguagem, como pedir ao jogador o seu nome, personagens falando frases como "Eu queria entrar em contato com o povo da Ape" e placas como "Reunião para o planejamento de Mother 3".

## Impacto na Mídia
- Apesar do seu fracasso devido ao seu péssimo marketing Promocional e da falta de vendas durante a década de 90 nos estados Unidos, EarthBound criou uma pequena comunidade de fãs que viram o potencial do jogo e aos poucos virariam uma das maiores influencias para o mercado de jogos indie nos anos 2000 e da cultura pop.

- Os criadores de South Park, Trey Parker e Matt Stone, disseram uma vez que se inspiraram em EarthBound para criar o tom humorístico da série.

- O jogo Yume Nikki, lançado em 2004, foi um dos primeiros jogos inspirados em EarthBound que tratou de temas delicados e complexos envolvendo a cultura hikikomori, abuso infantil e depressão.

- Em 2008, o até então desconhecido Toby Fox criaria uma hack rom de EarthBound com temas pesados, batizado como EarthBound: Halloween Hack, que alteraria drasticamente a história original que tinha um tom otimista e alegre e introduz um novo personagem, novos cenários e uma nova trilha sonora, sendo que uma das músicas contidas neste jogo durante a luta contra o último chefe (Megalovania) se tornaria a marca registrada do criador.

- Em 2009, foi lançada a série interativa Homestuck, que iria influenciar a carreira do Toby Fox na sua futura criação.

- Em 2012, foi lançado o RPG de terror Castelo Mogeko, que seria parte da trilogia Okegomverse" (Castelo Mogeko, The Gray Garden, e Wadanohara).

- Em 2014, foi lançado o jogo Lisa: The Painful, que era um RPG em scrolling inspirado em EarthBound com visual brutal e sangrento com temas envolvendo humor negro e niilismo.

- Em 2015, Toby Fox lança Undertale, o RPG de maior sucesso comercial dos jogos indie e de maior impacto da indústria. O jogo foge dos temas sombrios estabelecidos no outros RPGs inspirados em EarthBound e resgata a mensagem otimista trazida no jogo original. Além de uma mecânica inovadora que permitia o jogador decidir se escolhia matar ou poupar a vida dos inimigos, o que impactaria na trajetória da história.